# Chtouka
Chtouka (en àrab شتوكة, Xtūka; en amazic ⵛⵜⵓⴽⴰ) és una comuna rural de la província d'El Jadida, a la regió de Casablanca-Settat, al Marroc. Segons el cens de 2014 tenia una població total de 33.170 persones.